# Jef Ceulemans (politicus)
Josephus Joannes (Jozef of Jef) Ceulemans (Aartselaar, 29 augustus 1866 - aldaar, 27 januari 1955) was een Belgisch politicus voor het Katholiek Verbond van België.

## Levensloop
In 1921 werd hij aangesteld als schepen te Aartselaar, een mandaat dat hij vervulde tot zijn aanstelling op 16 december 1932 als burgemeester. Hij volgde in deze hoedanigheid L. Verschueren op. Hij oefende deze functie uit tot 10 november 1941, toen hij omwille van de ouderdomsverordening (Überalterungsverordnung) van 7 maart 1941 ontslag diende te nemen. Hij werd opgevolgd door oorlogsburgemeester August Brants van het VNV.
In een schrijven van 8 april 1941 dat gevonden werd in het kabinetsarchief van gouverneur Grauls werd Ceulemans als volgt omschreven:
Zijn maçonnieke en anti-klerikale drijverijen worden door niemand in vraag gesteld zonder gewag te maken van zijn volksvreemde, belgicistische en laag-liberalistische kuiperij. En dit in een tijd dat men spreekt van het marcheeren der Vlaamsch-nationale elementen.
Eveneens in dat schrijven stond een verzoek tot totale zuivering van het college,  alsook van de gemeentesecretaris o.l.v. Brants.